# Wygorzel
Wygorzel [pronunciación en polaco: /vɨˈɡɔʐɛl/] es un pueblo en el distrito administrativo de Gmina Szypliszki, dentro del Distrito de Suwałki, Voivodato de Podlaquia, en el noreste de Polonia, cercano a la frontera con Lituania. Se encuentra aproximadamente 5 kilómetros al noroeste de Szypliszki, 23 kilómetros al norte de Suwałki, y 130 kilómetros al norte de la capital regional, Białystok.